# Roma Trastevere
Roma Trastevere (wł: Stazione di Roma Trastevere) – stacja kolejowa w Rzymie, w dzielnicy Zatybrze, w regionie Lacjum, we Włoszech. Stacja posiada 4 perony.